# Харалампије
Свети Харалампије (грч. Χαράλαμπος — „радосна светлост”) је био епископ у Магнезији (Тесалија) у 2. веку. Верује се да је имао 113 година када је пострадао због Христа. 
Када наста страшно гоњење хришћана у време цара Септимија Севера, старац Харалампије не кријаше се од гонитеља, него слободно и јавно проповедаше веру Христову. Све муке претрпе као у туђем телу. А кад с њега жива кожу одраше, незлобиви светац рече царским војницима: „Хвала вам, браћо, за то што остругавши моје старо тело, ви обновисте дух мој за нови, вечни живот”. Многобројна чудеса учини, и многе у веру обрати. Чак и царева кћи Галина напусти незнабоштво свога оца и поста хришћанка. Осуђен на смрт и изведен на губилиште свети Харалампије уздиже руке к небу и помоли се Богу за све људе, да им Бог даде телесно здравље и душевно спасење, и да им умножи плодове земаљске. „Господе, ти знаш, да су људи месо и крв; опрости им грехе, и излиј благодат Твоју на све!” После молитве овај свети старац предаде душу своју Богу пре него што џелат спусти мач на његов врат. Пострада 202. године. Његово тело узе Галина и чесно га сахрани. 
Српска православна црква слави га 10. фебруара по црквеном, а 23. фебруара по грегоријанском календару.
Манастир Подврх чува део његових моштију.
Велики део овог текста је преузет из охридског пролога светог владике Николаја Велимировића. Он не подлеже ауторским правима